# John Baden
John A. Baden (n. 24 de octubre de 1939) es el fundador y presidente de la Fundación para la Investigación sobre Economía y Medio Ambiente (FREE), con sede en Bozeman, Montana.
En 1977 Baden escribió el libro Gestión del común (Managing the Commons), en colaboración con Garrett Hardin, autor del ensayo "La tragedia del común" (The Tragedy of the Commons). El libro, que es A 2005 fuera de impresión, es una colección de artículos que exploran los temas planteados en Hardin del ensayo original.